# Friesea laszloi
Friesea laszloi is een springstaartensoort uit de familie van de Neanuridae. De wetenschappelijke naam van de soort is voor het eerst geldig gepubliceerd in 1996 door Palacios-Vargas & Traser.